# Joe Motzko
Joseph Andrew Motzko (né le 14 mars 1980 à Bemidji dans l'État du Minnesota aux États-Unis d'Amérique) est un joueur professionnel retraité américain de hockey sur glace. Il évolue au poste d'ailier droit.

## Carrière
Après quatre saisons passées avec l'équipe des Huskies de St. Cloud State de la Western Collegiate Hockey Association, Motzko devient joueur professionnel en 2003 en acceptant un contrat avec les Blue Jackets de Columbus. Il rejoint alors leur club affilié dans la Ligue américaine de hockey, le Crunch de Syracuse.
En 2007, après avoir passé les dernières saisons dans la LAH, n'étant appelé qu'à quelques occasions avec le grand club, il se voit être impliqué dans une transaction à quatre joueurs qui l'envoie alors aux Ducks d'Anaheim.
Ayant rejoint les Pirates de Portland, il n'est rappelé que pour trois rencontres avec les Ducks en séries éliminatoires, dont un en finale, ce qui lui permet d'inscrire son nom sur la Coupe Stanley. Devenant agent libre à l'été 2007, il s'entend pour deux saisons avec les Capitals de Washington. Ceux-ci l'échangent le 26 février 2008 aux Thrashers d'Atlanta en retour d'Alexandre Giroux.

## Statistiques
| Saison     | Équipe                     | Ligue      |    | Saison régulière | Saison régulière | Saison régulière | Saison régulière | Saison régulière |   | Séries éliminatoires | Séries éliminatoires | Séries éliminatoires | Séries éliminatoires | Séries éliminatoires |
| Saison     | Équipe                     | Ligue      | PJ | B                | A                | Pts              | Pun              | PJ               | B | A                    | Pts                  | Pun                  |                      |                      |
| 1999-2000  | Huskies de St. Cloud State | WCHA       | 36 | 9                | 15               | 24               | 52               | -                | - | -                    | -                    | -                    |                      |                      |
| 2000-2001  | Huskies de St. Cloud State | WCHA       | 41 | 17               | 20               | 37               | 54               | -                | - | -                    | -                    | -                    |                      |                      |
| 2001-2002  | Huskies de St. Cloud State | WCHA       | 39 | 9                | 30               | 39               | 34               | -                | - | -                    | -                    | -                    |                      |                      |
| 2002-2003  | Huskies de St. Cloud State | WCHA       | 38 | 17               | 25               | 42               | 59               | -                | - | -                    | -                    | -                    |                      |                      |
| 2002-2003  | Crunch de Syracuse         | LAH        | 2  | 0                | 0                | 0                | 0                | -                | - | -                    | -                    | -                    |                      |                      |
| 2003-2004  | Crunch de Syracuse         | LAH        | 70 | 17               | 24               | 41               | 38               | 7                | 2 | 2                    | 4                    | 6                    |                      |                      |
| 2003-2004  | Blue Jackets de Columbus   | LNH        | 2  | 0                | 0                | 0                | 0                | -                | - | -                    | -                    | -                    |                      |                      |
| 2004-2005  | Crunch de Syracuse         | LAH        | 79 | 28               | 38               | 66               | 72               | -                | - | -                    | -                    | -                    |                      |                      |
| 2005-2006  | Crunch de Syracuse         | LAH        | 61 | 27               | 34               | 61               | 54               | 3                | 0 | 0                    | 0                    | 0                    |                      |                      |
| 2005-2006  | Blue Jackets de Columbus   | LNH        | 2  | 0                | 0                | 0                | 0                | -                | - | -                    | -                    | -                    |                      |                      |
| 2006-2007  | Crunch de Syracuse         | LAH        | 33 | 13               | 23               | 36               | 29               | -                | - | -                    | -                    | -                    |                      |                      |
| 2006-2007  | Blue Jackets de Columbus   | LNH        | 7  | 1                | 0                | 1                | 0                | -                | - | -                    | -                    | -                    |                      |                      |
| 2006-2007  | Pirates de Portland        | LAH        | 34 | 15               | 14               | 29               | 20               | -                | - | -                    | -                    | -                    |                      |                      |
| 2006-2007  | Ducks d'Anaheim            | LNH        | -  | -                | -                | -                | -                | 3                | 0 | 0                    | 0                    | 2                    |                      |                      |
| 2007-2008  | Bears de Hershey           | LAH        | 48 | 21               | 27               | 48               | 44               | -                | - | -                    | -                    | -                    |                      |                      |
| 2007-2008  | Capitals de Washington     | LNH        | 8  | 2                | 2                | 4                | 0                | -                | - | -                    | -                    | -                    |                      |                      |
| 2007-2008  | Wolves de Chicago          | LAH        | 24 | 6                | 16               | 22               | 16               | 16               | 2 | 9                    | 11                   | 12                   |                      |                      |
| 2008-2009  | Wolves de Chicago          | LAH        | 73 | 29               | 27               | 56               | 82               | -                | - | -                    | -                    | -                    |                      |                      |
| 2008-2009  | Thrashers d'Atlanta        | LNH        | 6  | 1                | 0                | 1                | 0                | -                | - | -                    | -                    | -                    |                      |                      |
| 2009-2010  | ERC Ingolstadt             | DEL        | 48 | 18               | 16               | 34               | 74               | 10               | 3 | 5                    | 8                    | 10                   |                      |                      |
| 2010-2011  | ERC Ingolstadt             | DEL        | 50 | 28               | 22               | 50               | 66               | 4                | 0 | 1                    | 1                    | 6                    |                      |                      |
| 2011-2012  | ERC Ingolstadt             | DEL        | 44 | 8                | 20               | 28               | 50               | 8                | 3 | 0                    | 3                    | 6                    |                      |                      |
| 2012       | ERC Ingolstadt             | TE         | -  | -                | -                | -                | -                | 8                | 5 | 2                    | 7                    | 10                   |                      |                      |
| 2012-2013  | ERC Ingolstadt             | DEL        | 52 | 15               | 21               | 36               | 42               | 6                | 2 | 3                    | 5                    | 14                   |                      |                      |
| 2013       | EC Red Bull Salzbourg      | TE         | -  | -                | -                | -                | -                | 6                | 2 | 1                    | 3                    | 6                    |                      |                      |
| 2013-2014  | EC Red Bull Salzbourg      | EBEL       | 45 | 11               | 20               | 31               | 34               | 14               | 1 | 7                    | 8                    | 16                   |                      |                      |
| 2014-2015  | AS Renon                   | Serie A    | 1  | 0                | 0                | 0                | 0                | -                | - | -                    | -                    | -                    |                      |                      |
| Totaux LNH | Totaux LNH                 | Totaux LNH | 25 | 4                | 2                | 6                | 0                | 3                | 0 | 0                    | 0                    | 2                    |                      |                      |

## Transactions
- 15 mai 2003; signe à titre d'agent libre avec les Blue Jackets de Columbus.
- 26 janvier 2007; échangé par les Blue Jackets avec Mark Hartigan et le choix du quatrième tour de Columbus au repêchage de 2007 (Sebastian Stefaniszin) aux Ducks d'Anaheim en retour de Zenon Konopka, Curtis Glencross et le choix de septième ronde des Ducks aux repêchage de 2007 (Trent Vogelhuber).
- 9 juillet 2007; signe à titre d'agent libre avec les Capitals de Washington.
- 26 février 2008; échangé par les Capitals aux Thrashers d'Atlanta en retour d'Alexandre Giroux.
- 16 septembre 2009; signe à titre d'agent libre avec le ERC Ingolstadt.
- 26 juin 2013; signe à titre d'agent libre avec le EC Red Bull Salzbourg.